# Antonia.
Antonia. è un film biografico del 2015 diretto da Ferdinando Cito Filomarino.

## Trama
Storia della poetessa del Novecento italiano Antonia Pozzi (1912-1938), il film ripercorre gli ultimi dieci anni della vita della poetessa, vissuta a Milano durante il ventennio fascista. Sedicenne, scrive in segreto, sul suo diario, l'amore impossibile con il suo professore del liceo, gli incontri, i tormenti, le passioni. Sullo schermo scorrono i momenti importanti per il suo sviluppo come persona e come artista, la trasformazione dal reale al poetico, riflessa sul viso, sul corpo, nelle fotografie che scatta e sulle pagine che scrive. Fino a quando, a soli ventisei anni, il 3 dicembre 1938, Antonia Pozzi si toglie la vita. Fino a quel giorno non aveva mai pubblicato nessuna delle sue poesie.

## Produzione
Le riprese del film sono durate cinque settimane. Il film è stato girato interamente tra Milano e la provincia di Lecco e di Varese (Milano, Grigne, Pasturo, Besozzo), grazie al patrocinio del Comune di Milano ed al contributo della Lombardia Film Commission. Il film si avvale della preziosa collaborazione di Fendi che ha realizzato l'intero guardaroba di Antonia Pozzi, disegnato da Ursula Patzak.
Presentato in anteprima mondiale alla 50ª edizione del Festival di Karlovy Vary il 4 luglio 2015, unico film italiano in concorso, ha vinto una Menzione Speciale.

## Riconoscimenti
- 2015 - Karlovy Vary International Film Festival
  - Menzione Speciale.
- 2016 - Gallio Film Festival
  - Miglior Film.
- 2016 - Nastro d'argento
  - Candidatura come miglior regista esordiente per Ferdinando Cito Filomarino.